# Olympische Sommerspiele 1960/Teilnehmer (Deutschland)
| Gelbes Symbol für Goldmedaillen mit stilisierten Olympischen Ringen | Graues Symbol für Silbermedaillen mit stilisierten Olympischen Ringen | Braundes Symbol für Bronzemedaillen mit stilisierten Olympischen Ringen |
| ------------------------------------------------------------------- | --------------------------------------------------------------------- | ----------------------------------------------------------------------- |
| 12                                                                  | 19                                                                    | 11                                                                      |

Die gesamtdeutsche Mannschaft nahm an den Olympischen Sommerspielen 1960 in der italienischen Hauptstadt Rom mit einer Delegation von 293 Athleten, 238 Männer und 55 Frauen, bei 148 Wettbewerben in 17 Sportarten teil.

## Flaggenträger
Der Springreiter Fritz Thiedemann trug die Flagge Deutschlands während der Eröffnungsfeier im Olympiastadion.

## Medaillen
Mit 12 gewonnenen Gold-, 19 Silber- und 11 Bronzemedaillen belegte das gesamtdeutsche Team hinter den Mannschaften der Sowjetunion, der Vereinigten Staaten und Italiens Platz 4 im Medaillenspiegel.

### Medaillenspiegel
| Rang   | Sportart       | Gold | Silber | Bronze | Gesamt |
| ------ | -------------- | ---- | ------ | ------ | ------ |
| 1      | Rudern         | 3    | 1      | —      | 4      |
| 2      | Leichtathletik | 2    | 8      | 3      | 13     |
| 3      | Wasserspringen | 2    | —      | —      | 2      |
| 4      | Ringen         | 1    | 3      | —      | 4      |
| 5      | Kanu           | 1    | 2      | —      | 3      |
| 6      | Schießen       | 1    | —      | 1      | 2      |
| 6      | Fechten        | 1    | —      | 1      | 2      |
| 6      | Reiten         | 1    | —      | 1      | 2      |
| 9      | Radsport       | —    | 4      | —      | 4      |
| 10     | Schwimmen      | —    | 1      | 3      | 4      |
| 11     | Boxen          | —    | —      | 1      | 1      |
| 11     | Segeln         | —    | —      | 1      | 1      |
| Gesamt | Gesamt         | 12   | 19     | 11     | 42     |

### Medaillengewinner
| Name/n | Sportart       | Wettkampf                           |
| --- | -------------- | ----------------------------------- |
| Gold |                |                                     |
| Wilfried Dietrich | Ringen         | Freistil, Schwergewicht             |
| Heidi Schmid | Fechten        | Florett                             |
| Hans Günter Winkler mit Halla Alwin Schockemöhle mit Ferdle Fritz Thiedemann mit Meteor                                                         | Reiten         | Springreiten Mannschaft             |
| Bernd Cullmann Armin Hary Walter Mahlendorf Martin Lauer                                                                                        | Leichtathletik | 4 × 100 m Staffel                   |
| Armin Hary | Leichtathletik | 100 m                               |
| Dieter Krause Paul Lange Günter Perleberg Friedhelm Wentzke                                                                                     | Kanu           | K1 4 × 500 m Staffel                |
| Manfred Rulffs Walter Schröder Frank Schepke Kraft Schepke Moritz von Groddeck Willi Padge Karl-Heinz Hopp Klaus Bittner Hans Lenk (Steuermann) | Rudern         | Achter                              |
| Gerd Cintl Horst Effertz Klaus Riekemann Jürgen Litz Michael Obst (Steuermann)                                                                  | Rudern         | Vierer mit Steuermann               |
| Bernhard Knubel Heinz Renneberg Klaus Zerta (Steuermann)                                                                                        | Rudern         | Zweier mit Steuermann               |
| Peter Kohnke | Schießen       | Kleinkaliber liegend                |
| Ingrid Krämer | Wasserspringen | Turmspringen                        |
| Ingrid Krämer | Wasserspringen | Kunstspringen                       |
| Silber |                |                                     |
| Hans Grodotzki | Leichtathletik | 5000 m                              |
| Hans Grodotzki | Leichtathletik | 10.000 m                            |
| Carl Kaufmann | Leichtathletik | 400 m                               |
| Jutta Heine | Leichtathletik | 200 m                               |
| Martha Langbein Anni Biechl Brunhilde Hendrix Jutta Heine                                                                                       | Leichtathletik | 4 × 100 m Staffel                   |
| Jochen Reske Manfred Kinder Johannes Kaiser Carl Kaufmann                                                                                       | Leichtathletik | 4 × 400 m Staffel                   |
| Walter Krüger | Leichtathletik | Speerwurf                           |
| Johanna Lüttge | Leichtathletik | Kugelstoßen                         |
| Therese Zenz | Kanu           | K1 500 m                            |
| Ingrid Hartmann Therese Zenz | Kanu           | K2 500 m                            |
| Lothar Metz | Ringen         | Griechisch-römisch, Mittelgewicht   |
| Günther Maritschnigg | Ringen         | Griechisch-römisch, Weltergewicht   |
| Wilfried Dietrich | Ringen         | Griechisch-römisch, Schwergewicht   |
| Egon Adler Täve Schur Erich Hagen Günter Lörke                                                                                                  | Radsport       | 100 km Mannschaftszeitfahren Straße |
| Siegfried Köhler Peter Gröning Manfred Klieme Bernd Barleben                                                                                    | Radsport       | 4000 m Mannschaftsverfolgung Bahn   |
| Jürgen Simon Lothar Stäber | Radsport       | Tandem Bahn                         |
| Dieter Gieseler | Radsport       | 1000 m Zeitfahren Bahn              |
| Achim Hill | Rudern         | Einer                               |
| Wiltrud Urselmann | Schwimmen      | 200 m Brust                         |
| Bronze |                |                                     |
| Ursula Donath | Leichtathletik | 800 m                               |
| Gisela Birkemeyer | Leichtathletik | 80 m Hürden                         |
| Hildrun Claus | Leichtathletik | Weitsprung                          |
| Klaus Zähringer | Schießen       | Kleinkaliber Dreistellungskampf     |
| Josef Neckermann | Reiten         | Dressur Einzel                      |
| Günter Siegmund | Boxen          | Schwergewicht                       |
| Barbara Göbel | Schwimmen      | 200 m Brust                         |
| Ursel Brunner Gisela Weiß Christel Steffin Heidi Pechstein                                                                                      | Schwimmen      | 4 × 100 m Freistilstaffel           |
| Ursel Brunner Ingrid Schmidt Ursula Küper Bärbel Fuhrmann                                                                                       | Schwimmen      | 4 × 100 m Lagenstaffel              |
| Eberhard Mehl Tim Gerresheim Jürgen Brecht Jürgen Theuerkauff                                                                                   | Fechten        | Florett Mannschaft                  |
| Rolf Mulka Ingo von Bredow Achim Kadelbach: | Segeln         | Flying Dutchman                     |

## Teilnehmer nach Sportarten
Erfolgreichste Sportler waren der Leichtathlet Armin Hary und die Wasserspringerin Ingrid Krämer mit jeweils zwei Goldmedaillen.

### Boxen
| Athleten        | Wettbewerb          | 1. Runde         | 1. Runde | 2. Runde             | 2. Runde | Achtelfinale           | Achtelfinale  | Viertelfinale  | Viertelfinale | Halbfinale    | Halbfinale    | Finale        | Finale        | Rang   |
| Athleten        | Wettbewerb          | Gegner           | Ergebnis | Gegner               | Ergebnis | Gegner                 | Ergebnis      | Gegner         | Ergebnis      | Gegner        | Ergebnis      | Gegner        | Ergebnis      | Rang   |
| --------------- | ------------------- | ---------------- | -------- | -------------------- | -------- | ---------------------- | ------------- | -------------- | ------------- | ------------- | ------------- | ------------- | ------------- | ------ |
| Männer          |                     |                  |          |                      |          |                        |               |                |               |               |               |               |               |        |
| Manfred Homberg | Fliegengewicht      | Freilos          | Freilos  | Henryk Kukier        | 300:286  | Danny Lee              | 297:291       | Sergei Siwko   | 293:298       | ausgeschieden | ausgeschieden | ausgeschieden | ausgeschieden | 5      |
| Horst Rascher   | Bantamgewicht       | Freilos          | Freilos  | Marcel Bellefeuille  | 300:282  | József Nagy            | 297:290       | Brunon Bendig  | 294:295       | ausgeschieden | ausgeschieden | ausgeschieden | ausgeschieden | 5      |
| Werner Kirsch   | Federgewicht        | Mohamed Hassan   | 296:287  | –                    | –        | ausgeschieden          | ausgeschieden | ausgeschieden  | ausgeschieden | ausgeschieden | ausgeschieden | ausgeschieden | ausgeschieden | 17     |
| Harry Lempio    | Leichtgewicht       | Freilos          | Freilos  | Nouredinne Dziri     | K. o.    | Kazimierz Paździor     | 286:299       | ausgeschieden  | ausgeschieden | ausgeschieden | ausgeschieden | ausgeschieden | ausgeschieden | 9      |
| Werner Busse    | Halbweltergewicht   | Freilos          | Freilos  | Wladimir Jengibarjan | RSC      | ausgeschieden          | ausgeschieden | ausgeschieden  | ausgeschieden | ausgeschieden | ausgeschieden | ausgeschieden | ausgeschieden | 17     |
| Bruno Guse      | Weltergewicht       | Freilos          | Freilos  | Juri Radonjak        | 294:295  | ausgeschieden          | ausgeschieden | ausgeschieden  | ausgeschieden | ausgeschieden | ausgeschieden | ausgeschieden | ausgeschieden | 17     |
| Rolf Caroli     | Halbmittelgewicht   | Pedro Votta      | 292:295  | –                    | –        | ausgeschieden          | ausgeschieden | ausgeschieden  | ausgeschieden | ausgeschieden | ausgeschieden | ausgeschieden | ausgeschieden | 17     |
| Eberhard Radzik | Mittelgewicht       | Moussa El-Gelidi | RSC      | –                    | –        | ausgeschieden          | ausgeschieden | ausgeschieden  | ausgeschieden | ausgeschieden | ausgeschieden | ausgeschieden | ausgeschieden | 17     |
| Emil Willer     | Leichtschwergewicht | Freilos          | Freilos  | –                    | –        | Zbigniew Pietrzykowski | 281:298       | ausgeschieden  | ausgeschieden | ausgeschieden | ausgeschieden | ausgeschieden | ausgeschieden | 9      |
| Günter Siegmund | Schwergewicht       | Freilos          | Freilos  | –                    | –        | Max Bösiger            | RSC           | Vasile Miriuță | 297:286       | Daan Bekker   | 286:294       | ausgeschieden | ausgeschieden | Bronze |

### Fechten
| Athleten                                                                               | Wettbewerb         | 1. Runde           | 1. Runde | 1. Runde | Achtelfinale  | Achtelfinale | Achtelfinale | Viertelfinale      | Viertelfinale | Viertelfinale | Halbfinale          | Halbfinale    | Halbfinale    | Finale/Platz 3 | Finale/Platz 3 | Finale/Platz 3 | Rang   |
| Athleten                                                                               | Wettbewerb         | Gegner             | Ergebnis | Rang     | Gegner        | Ergebnis     | Rang         | Gegner             | Ergebnis      | Rang          | Gegner              | Ergebnis      | Rang          | Gegner         | Ergebnis       | Rang           | Rang   |
| -------------------------------------------------------------------------------------- | ------------------ | ------------------ | -------- | -------- | ------------- | ------------ | ------------ | ------------------ | ------------- | ------------- | ------------------- | ------------- | ------------- | -------------- | -------------- | -------------- | ------ |
| Frauen                                                                                 |                    |                    |          |          |               |              |              |                    |               |               |                     |               |               |                |                |                |        |
| Heidi Schmid                                                                           | Florett            | –                  | –        | –        | Appart        | 4:0          | 2            | Sabelina           | 4:3           | 2             | Szabó-Orbán         | 4:1           | 1             | Rastworowa     | 4:3            | 1              | Gold   |
| Heidi Schmid                                                                           | Florett            | –                  | –        | –        | Flesch        | 4:3          | 2            | Ebert              | 4:1           | 2             | Rastworowa          | 4:3           | 1             | Vicol          | 4:1            | 1              | Gold   |
| Heidi Schmid                                                                           | Florett            | –                  | –        | –        | Flesch        | 4:3          | 2            | Camber             | 4:3           | 2             | Rastworowa          | 4:3           | 1             | Gorochowa      | 4:2            | 1              | Gold   |
| Heidi Schmid                                                                           | Florett            | –                  | –        | –        | Valls         | 4:3          | 2            | Lagerwall          | 4:0           | 2             | Nyári-Kovács        | 4:3           | 1             | Szabó-Orbán    | 4:2            | 1              | Gold   |
| Heidi Schmid                                                                           | Florett            | –                  | –        | –        | Valls         | 4:3          | 2            | Lagerwall          | 4:0           | 2             | Nyári-Kovács        | 4:3           | 1             | Roldán         | 4:1            | 1              | Gold   |
| Heidi Schmid                                                                           | Florett            | –                  | –        | –        | Nápoles       | 4:0          | 2            | Veronnet           | 3:4           | 2             | Ecaterina Orb-Lazăr | 4:0           | 1             | Ebert          | 4:0            | 1              | Gold   |
| Heidi Schmid                                                                           | Florett            | –                  | –        | –        | Nápoles       | 4:0          | 2            | Veronnet           | 3:4           | 2             | Ecaterina Orb-Lazăr | 4:0           | 1             | Pawlas         | 2:4            | 1              | Gold   |
| Helga Mees                                                                             | Florett            | –                  | –        | –        | Delbarre      | 3:4          | 3            | Szabó-Orbán        | 0:4           | 4             | ausgeschieden       | ausgeschieden | ausgeschieden | ausgeschieden  | ausgeschieden  | ausgeschieden  | 13     |
| Helga Mees                                                                             | Florett            | –                  | –        | –        | Sabelina      | 4:3          | 3            | Roldán             | 2:4           | 4             | ausgeschieden       | ausgeschieden | ausgeschieden | ausgeschieden  | ausgeschieden  | ausgeschieden  | 13     |
| Helga Mees                                                                             | Florett            | –                  | –        | –        | Pau           | 4:3          | 3            | Gorochowa          | 4:2           | 4             | ausgeschieden       | ausgeschieden | ausgeschieden | ausgeschieden  | ausgeschieden  | ausgeschieden  | 13     |
| Helga Mees                                                                             | Florett            | –                  | –        | –        | Colón         | 4:1          | 3            | Grötzer            | 4:1           | 4             | ausgeschieden       | ausgeschieden | ausgeschieden | ausgeschieden  | ausgeschieden  | ausgeschieden  | 13     |
| Helga Mees                                                                             | Florett            | –                  | –        | –        | van Rossem    | 4:1          | 3            | Leroux             | 4:2           | 4             | ausgeschieden       | ausgeschieden | ausgeschieden | ausgeschieden  | ausgeschieden  | ausgeschieden  | 13     |
| Helga Mees                                                                             | Florett            | –                  | –        | –        | King          | 2:4          | 3            | Colombetti         | 1:4           | 4             | ausgeschieden       | ausgeschieden | ausgeschieden | ausgeschieden  | ausgeschieden  | ausgeschieden  | 13     |
| Rosemarie Weiß                                                                         | Florett            | –                  | –        | –        | Ebert         | 1:4          | 4            | ausgeschieden      | ausgeschieden | ausgeschieden | ausgeschieden       | ausgeschieden | ausgeschieden | ausgeschieden  | ausgeschieden  | ausgeschieden  | 17     |
| Rosemarie Weiß                                                                         | Florett            | –                  | –        | –        | Lagerwall     | 1:4          | 4            | ausgeschieden      | ausgeschieden | ausgeschieden | ausgeschieden       | ausgeschieden | ausgeschieden | ausgeschieden  | ausgeschieden  | ausgeschieden  | 17     |
| Rosemarie Weiß                                                                         | Florett            | –                  | –        | –        | Colombetti    | 4:2          | 4            | ausgeschieden      | ausgeschieden | ausgeschieden | ausgeschieden       | ausgeschieden | ausgeschieden | ausgeschieden  | ausgeschieden  | ausgeschieden  | 17     |
| Rosemarie Weiß                                                                         | Florett            | –                  | –        | –        | Wallet        | 4:1          | 4            | ausgeschieden      | ausgeschieden | ausgeschieden | ausgeschieden       | ausgeschieden | ausgeschieden | ausgeschieden  | ausgeschieden  | ausgeschieden  | 17     |
| Rosemarie Weiß                                                                         | Florett            | –                  | –        | –        | Winter        | 4:1          | 4            | ausgeschieden      | ausgeschieden | ausgeschieden | ausgeschieden       | ausgeschieden | ausgeschieden | ausgeschieden  | ausgeschieden  | ausgeschieden  | 17     |
| Rosemarie Weiß                                                                         | Florett            | –                  | –        | –        | Santini       | 2:4          | 4            | ausgeschieden      | ausgeschieden | ausgeschieden | ausgeschieden       | ausgeschieden | ausgeschieden | ausgeschieden  | ausgeschieden  | ausgeschieden  | 17     |
| Helga Stroh Helmi Höhle Gudrun Theuerkauff Rosemarie Weiß Heidi Schmid Helga Mees      | Florett Mannschaft | –                  | –        | –        | Niederlande   | 9:3          | 1            | Rumänien           | 9:4           | 1             | Sowjetunion         | 3:9           | 2             | ausgeschieden  | ausgeschieden  | ausgeschieden  | 4      |
| Männer                                                                                 |                    |                    |          |          |               |              |              |                    |               |               |                     |               |               |                |                |                |        |
| Paul Gnaier                                                                            | Degen              | Delfino            | 0:5      | 2        | Kausz         | 5:4          | 2            | Delfino            | 1:5           | 4             | ausgeschieden       | ausgeschieden | ausgeschieden | ausgeschieden  | ausgeschieden  | ausgeschieden  | 13     |
| Paul Gnaier                                                                            | Degen              | Dehez              | 5:1      | 2        | Pelling       | 5:2          | 2            | Rehbinder          | 1:5           | 4             | ausgeschieden       | ausgeschieden | ausgeschieden | ausgeschieden  | ausgeschieden  | ausgeschieden  | 13     |
| Paul Gnaier                                                                            | Degen              | Pakarinen          | 5:3      | 2        | Gutenkauf     | 5:3          | 2            | Kausz              | 5:3           | 4             | ausgeschieden       | ausgeschieden | ausgeschieden | ausgeschieden  | ausgeschieden  | ausgeschieden  | 13     |
| Paul Gnaier                                                                            | Degen              | Klette             | 5:4      | 2        | Gonsior       | 5:1          | 2            | Guittet            | 5:2           | 4             | ausgeschieden       | ausgeschieden | ausgeschieden | ausgeschieden  | ausgeschieden  | ausgeschieden  | 13     |
| Paul Gnaier                                                                            | Degen              | Spinella           | 4:5      | 2        | Gonsior       | 5:1          | 2            | Glos               | 4:5           | 4             | ausgeschieden       | ausgeschieden | ausgeschieden | ausgeschieden  | ausgeschieden  | ausgeschieden  | 13     |
| Georg Neuber                                                                           | Degen              | Tscharnuschewitsch | 2:5      | 3        | Guittet       | 5:3          | 1            | Dreyfus            | 3:5           | 5             | ausgeschieden       | ausgeschieden | ausgeschieden | ausgeschieden  | ausgeschieden  | ausgeschieden  | 13     |
| Georg Neuber                                                                           | Degen              | Fernandes          | 2:5      | 3        | Jay           | 5:1          | 1            | Kostawa            | 4:5           | 5             | ausgeschieden       | ausgeschieden | ausgeschieden | ausgeschieden  | ausgeschieden  | ausgeschieden  | 13     |
| Georg Neuber                                                                           | Degen              | Fujimaki           | 5:1      | 3        | Ferreira      | 5:4          | 1            | Gonsior            | 2:5           | 5             | ausgeschieden       | ausgeschieden | ausgeschieden | ausgeschieden  | ausgeschieden  | ausgeschieden  | 13     |
| Georg Neuber                                                                           | Degen              | Bini               | 5:2      | 3        | Micahnik      | 5:2          | 1            | Pellegrino         | 5:4           | 5             | ausgeschieden       | ausgeschieden | ausgeschieden | ausgeschieden  | ausgeschieden  | ausgeschieden  | 13     |
| Georg Neuber                                                                           | Degen              | Dwinger            | 5:6      | 3        | Breda         | 3:5          | 1            | Hoskyns            | 3:5           | 5             | ausgeschieden       | ausgeschieden | ausgeschieden | ausgeschieden  | ausgeschieden  | ausgeschieden  | 13     |
| Dieter Fänger                                                                          | Degen              | Jay                | 1:5      | 2        | Delfino       | 5:1          | 1            | Achten             | 4:5           | 6             | ausgeschieden       | ausgeschieden | ausgeschieden | ausgeschieden  | ausgeschieden  | ausgeschieden  | 13     |
| Dieter Fänger                                                                          | Degen              | Annabi             | 5:4      | 2        | Guram Kostawa | 7:6          | 1            | Sákovics           | 3:5           | 6             | ausgeschieden       | ausgeschieden | ausgeschieden | ausgeschieden  | ausgeschieden  | ausgeschieden  | 13     |
| Dieter Fänger                                                                          | Degen              | Menéndez           | 5:0      | 2        | Tabuchi       | 6:5          | 1            | Tscharnuschewitsch | 5:6           | 6             | ausgeschieden       | ausgeschieden | ausgeschieden | ausgeschieden  | ausgeschieden  | ausgeschieden  | 13     |
| Dieter Fänger                                                                          | Degen              | Orengo             | 5:2      | 2        | Dehez         | 5:3          | 1            | Mouyal             | 5:3           | 6             | ausgeschieden       | ausgeschieden | ausgeschieden | ausgeschieden  | ausgeschieden  | ausgeschieden  | 13     |
| Dieter Fänger                                                                          | Degen              | Duque              | 5:0      | 2        | Abrahamsson   | 3:5          | 1            | Gurath             | 5:3           | 6             | ausgeschieden       | ausgeschieden | ausgeschieden | ausgeschieden  | ausgeschieden  | ausgeschieden  | 13     |
| Dieter Fänger                                                                          | Degen              | Rehbinder          | 4:5      | 2        | Abrahamsson   | 3:5          | 1            | Gurath             | 5:3           | 6             | ausgeschieden       | ausgeschieden | ausgeschieden | ausgeschieden  | ausgeschieden  | ausgeschieden  | 13     |
| Eberhard Mehl                                                                          | Florett            | Parulski           | 5:0      | 1        | Schdanowitsch | 5:3          | 1            | Axelrod            | 5:4           | 2             | Midler              | 4:5           | 6             | ausgeschieden  | ausgeschieden  | ausgeschieden  | 9      |
| Eberhard Mehl                                                                          | Florett            | Axelrod            | 5:1      | 1        | Verhalle      | 5:3          | 1            | Magnan             | 5:3           | 2             | Closset             | 2:5           | 6             | ausgeschieden  | ausgeschieden  | ausgeschieden  | 9      |
| Eberhard Mehl                                                                          | Florett            | Duque              | 5:2      | 1        | Paletta       | 5:4          | 1            | Jay                | 5:0           | 2             | Hoskyns             | 4:5           | 6             | ausgeschieden  | ausgeschieden  | ausgeschieden  | 9      |
| Eberhard Mehl                                                                          | Florett            | Polledri           | 5:2      | 1        | Cicero        | 5:0          | 1            | Fülöp              | 4:5           | 2             | Różycki             | 0:5           | 6             | ausgeschieden  | ausgeschieden  | ausgeschieden  | 9      |
| Eberhard Mehl                                                                          | Florett            | El-Fassy           | 5:0      | 1        | Fülöp         | 3:5          | 1            | Mureșanu           | 3:5           | 2             | Sissikin            | 5:0           | 6             | ausgeschieden  | ausgeschieden  | ausgeschieden  | 9      |
| Tim Gerresheim                                                                         | Florett            | d’Oriola           | 1:5      | 2        | Carpaneda     | 5:4          | 1            | Schdanowitsch      | 2:5           | 5             | ausgeschieden       | ausgeschieden | ausgeschieden | ausgeschieden  | ausgeschieden  | ausgeschieden  | 13     |
| Tim Gerresheim                                                                         | Florett            | Cooperman          | 5:1      | 2        | Midler        | 5:2          | 1            | Różycki            | 3:5           | 5             | ausgeschieden       | ausgeschieden | ausgeschieden | ausgeschieden  | ausgeschieden  | ausgeschieden  | 13     |
| Tim Gerresheim                                                                         | Florett            | Soheim             | 5:3      | 2        | Różycki       | 5:2          | 1            | Closset            | 3:5           | 5             | ausgeschieden       | ausgeschieden | ausgeschieden | ausgeschieden  | ausgeschieden  | ausgeschieden  | 13     |
| Tim Gerresheim                                                                         | Florett            | Marçal             | 5:4      | 2        | Link          | 5:4          | 1            | Pellegrino         | 5:3           | 5             | ausgeschieden       | ausgeschieden | ausgeschieden | ausgeschieden  | ausgeschieden  | ausgeschieden  | 13     |
| Tim Gerresheim                                                                         | Florett            | Quintero           | 1:5      | 2        | McCowage      | 5:3          | 1            | Pellegrino         | 5:3           | 5             | ausgeschieden       | ausgeschieden | ausgeschieden | ausgeschieden  | ausgeschieden  | ausgeschieden  | 13     |
| Jürgen Brecht                                                                          | Florett            | Gruber             | 4:5      | 2        | Sissikin      | 5:2          | 2            | Parulski           | 2:5           | 6             | ausgeschieden       | ausgeschieden | ausgeschieden | ausgeschieden  | ausgeschieden  | ausgeschieden  | 13     |
| Jürgen Brecht                                                                          | Florett            | Didier             | 5:1      | 2        | Cooperman     | 5:2          | 2            | Midler             | 1:5           | 6             | ausgeschieden       | ausgeschieden | ausgeschieden | ausgeschieden  | ausgeschieden  | ausgeschieden  | 13     |
| Jürgen Brecht                                                                          | Florett            | Dyakovski          | 5:3      | 2        | Drîmbă        | 5:1          | 2            | d’Oriola           | 3:5           | 6             | ausgeschieden       | ausgeschieden | ausgeschieden | ausgeschieden  | ausgeschieden  | ausgeschieden  | 13     |
| Jürgen Brecht                                                                          | Florett            | Thuillier          | 5:2      | 2        | Drîmbă        | 5:1          | 2            | Carpaneda          | 2:5           | 6             | ausgeschieden       | ausgeschieden | ausgeschieden | ausgeschieden  | ausgeschieden  | ausgeschieden  | 13     |
| Jürgen Brecht                                                                          | Florett            | Khayat             | 5:2      | 2        | Curletto      | 3:5          | 2            | Glazer             | 3:5           | 6             | ausgeschieden       | ausgeschieden | ausgeschieden | ausgeschieden  | ausgeschieden  | ausgeschieden  | 13     |
| Jürgen Brecht                                                                          | Florett            | Curletto           | 2:5      | 2        | Curletto      | 3:5          | 2            | Glazer             | 3:5           | 6             | ausgeschieden       | ausgeschieden | ausgeschieden | ausgeschieden  | ausgeschieden  | ausgeschieden  | 13     |
| Jürgen Theuerkauff                                                                     | Säbel              | Zub                | 5:4      | 1        | Lefèvre       | 5:1          | 3            | Arabo              | 1:5           | 5             | ausgeschieden       | ausgeschieden | ausgeschieden | ausgeschieden  | ausgeschieden  | ausgeschieden  | 13     |
| Jürgen Theuerkauff                                                                     | Säbel              | Stawrew            | 5:2      | 1        | Pawłowski     | 5:2          | 3            | Pawłowski          | 2:5           | 5             | ausgeschieden       | ausgeschieden | ausgeschieden | ausgeschieden  | ausgeschieden  | ausgeschieden  | 13     |
| Jürgen Theuerkauff                                                                     | Säbel              | Ozawa              | 5:1      | 1        | Assatiani     | 5:4          | 3            | Tyschler           | 3:5           | 5             | ausgeschieden       | ausgeschieden | ausgeschieden | ausgeschieden  | ausgeschieden  | ausgeschieden  | 13     |
| Jürgen Theuerkauff                                                                     | Säbel              | Ben Gualid         | 5:2      | 1        | Vasin         | 5:4          | 3            | Dyakovski          | 0:5           | 5             | ausgeschieden       | ausgeschieden | ausgeschieden | ausgeschieden  | ausgeschieden  | ausgeschieden  | 13     |
| Jürgen Theuerkauff                                                                     | Säbel              | Ben Gualid         | 5:2      | 1        | Mustață       | 5:2          | 3            | Dyakovski          | 0:5           | 5             | ausgeschieden       | ausgeschieden | ausgeschieden | ausgeschieden  | ausgeschieden  | ausgeschieden  | 13     |
| Walter Köstner                                                                         | Säbel              | Tyschler           | 5:3      | 2        | Rylski        | 3:5          | 3            | Zabłocki           | 3:5           | 6             | ausgeschieden       | ausgeschieden | ausgeschieden | ausgeschieden  | ausgeschieden  | ausgeschieden  | 13     |
| Walter Köstner                                                                         | Säbel              | Vasin              | 5:3      | 2        | Zabłocki      | 2:5          | 3            | Gerevich           | 2:5           | 6             | ausgeschieden       | ausgeschieden | ausgeschieden | ausgeschieden  | ausgeschieden  | ausgeschieden  | 13     |
| Walter Köstner                                                                         | Säbel              | Vassallo           | 5:1      | 2        | Dyakovski     | 5:4          | 3            | Roulot             | 4:5           | 6             | ausgeschieden       | ausgeschieden | ausgeschieden | ausgeschieden  | ausgeschieden  | ausgeschieden  | 13     |
| Walter Köstner                                                                         | Säbel              | Frey               | 5:2      | 2        | Resch         | 5:0          | 3            | Goliardi           | 1:5           | 6             | ausgeschieden       | ausgeschieden | ausgeschieden | ausgeschieden  | ausgeschieden  | ausgeschieden  | 13     |
| Walter Köstner                                                                         | Säbel              | Annabi             | 5:1      | 2        | Arus          | 5:4          | 3            | Assatiani          | 5:3           | 6             | ausgeschieden       | ausgeschieden | ausgeschieden | ausgeschieden  | ausgeschieden  | ausgeschieden  | 13     |
| Wilfried Wöhler                                                                        | Säbel              | Arabo              | 4:5      | 2        | Ferrari       | 1:5          | 4            | Kárpáti            | 3:5           | 6             | ausgeschieden       | ausgeschieden | ausgeschieden | ausgeschieden  | ausgeschieden  | ausgeschieden  | 13     |
| Wilfried Wöhler                                                                        | Säbel              | Gutiérrez          | 5:1      | 2        | Goliardi      | 4:5          | 4            | Rohony             | 3:5           | 6             | ausgeschieden       | ausgeschieden | ausgeschieden | ausgeschieden  | ausgeschieden  | ausgeschieden  | 13     |
| Wilfried Wöhler                                                                        | Säbel              | Azinhais           | 5:0      | 2        | Kárpáti       | 5:4          | 4            | Lefèvre            | 2:5           | 6             | ausgeschieden       | ausgeschieden | ausgeschieden | ausgeschieden  | ausgeschieden  | ausgeschieden  | 13     |
| Wilfried Wöhler                                                                        | Säbel              | Khayat             | 5:1      | 2        | Sande         | 5:3          | 4            | Calarese           | 5:3           | 6             | ausgeschieden       | ausgeschieden | ausgeschieden | ausgeschieden  | ausgeschieden  | ausgeschieden  | 13     |
| Wilfried Wöhler                                                                        | Säbel              | Khayat             | 5:1      | 2        | Leckie        | 1:5          | 4            | Calarese           | 5:3           | 6             | ausgeschieden       | ausgeschieden | ausgeschieden | ausgeschieden  | ausgeschieden  | ausgeschieden  | 13     |
| Fritz Zimmermann Helmut Anschütz Dieter Fänger Walter Köstner Georg Neuber Paul Gnaier | Degen Mannschaft   | Australien         | 13:3     | 1        | Finnland      | 9:5          | 1            | Sowjetunion        | 2:9           | 2             | ausgeschieden       | ausgeschieden | ausgeschieden | ausgeschieden  | ausgeschieden  | ausgeschieden  | 5      |
| Fritz Zimmermann Helmut Anschütz Dieter Fänger Walter Köstner Georg Neuber Paul Gnaier | Degen Mannschaft   | Schweden           | 9:7      | 1        | Finnland      | 9:5          | 1            | Sowjetunion        | 2:9           | 2             | ausgeschieden       | ausgeschieden | ausgeschieden | ausgeschieden  | ausgeschieden  | ausgeschieden  | 5      |
| Eberhard Mehl Tim Gerresheim Jürgen Brecht Jürgen Theuerkauff                          | Florett Mannschaft | Venezuela          | 14:2     | 1        | Rumänien      | 9:2          | 1            | Frankreich         | 8:8           | 1             | Sowjetunion         | 3:9           | 2             | Ungarn         | 9:5            | 1              | Bronze |
| Eberhard Mehl Tim Gerresheim Jürgen Brecht Jürgen Theuerkauff                          | Florett Mannschaft | Großbritannien     | 9:5      | 1        | Rumänien      | 9:2          | 1            | Frankreich         | 8:8           | 1             | Sowjetunion         | 3:9           | 2             | Ungarn         | 9:5            | 1              | Bronze |
| Jürgen Theuerkauff Walter Köstner Wilfried Wöhler Peter von Krockow Dieter Löhr        | Säbel Mannschaft   | Marokko            | 15:1     | 2        | Argentinien   | 9:4          | 1            | Polen              | 2:9           | 2             | ausgeschieden       | ausgeschieden | ausgeschieden | ausgeschieden  | ausgeschieden  | ausgeschieden  | 5      |
| Jürgen Theuerkauff Walter Köstner Wilfried Wöhler Peter von Krockow Dieter Löhr        | Säbel Mannschaft   | Vereinigte Staaten | 6:9      | 2        | Argentinien   | 9:4          | 1            | Polen              | 2:9           | 2             | ausgeschieden       | ausgeschieden | ausgeschieden | ausgeschieden  | ausgeschieden  | ausgeschieden  | 5      |

Toni Stock und Dieter Schmitt kamen nicht zum Einsatz.

### Gewichtheben
| Athleten        | Wettbewerb          | Militärpresse | Militärpresse | Reißen   | Reißen | Stoßen                | Stoßen                | Gesamt   | Gesamt |
| Athleten        | Wettbewerb          | Gewicht       | Rang          | Gewicht  | Rang   | Gewicht               | Rang                  | Gewicht  | Rang   |
| --------------- | ------------------- | ------------- | ------------- | -------- | ------ | --------------------- | --------------------- | -------- | ------ |
| Männer          |                     |               |               |          |        |                       |                       |          |        |
| Hans Reck       | Bantamgewicht       | 85,0 kg       | 16            | 85,0 kg  | 15     | kein gültiger Versuch | kein gültiger Versuch | 170,0 kg | –      |
| Georg Miske     | Federgewicht        | 100,0 kg      | 7             | 90,0 kg  | 17     | 120,0 kg              | 14                    | 310,0 kg | 13     |
| Werner Dittrich | Leichtgewicht       | 107,5 kg      | 15            | 115,0 kg | 4      | 140,0 kg              | 8                     | 362,5 kg | 7      |
| Roland Lortz    | Mittelgewicht       | 115,0 kg      | 9             | 112,5 kg | 10     | 155,0 kg              | 3                     | 382,5 kg | 8      |
| Rolf Sennewald  | Leichtschwergewicht | 117,5 kg      | 15            | 120,0 kg | 7      | 152,5 kg              | 12                    | 390,0 kg | 11     |
| Wolfgang Müller | Mittelschwergewicht | 120,0 kg      | 15            | 120,0 kg | 10     | 155,0 kg              | 10                    | 395,0 kg | 12     |
| Werner Arnold   | Schwergewicht       | 135,0 kg      | 14            | 125,0 kg | 11     | 165,0 kg              | 11                    | 425,0 kg | 12     |

### Hockey
Da sich die NOK der Bundesrepublik und der DDR nicht auf eine gemeinsame Mannschaft einigten, wurden Ausscheidungsspiele mit Hin- und Rückspiel ausgetragen, in denen sich die Mannschaft der BRD durchsetzte.
| Wettbewerb        | Männer |
| ----------------- | --- |
| Athleten          | Carsten Keller Hugo Budinger Werner Delmes Christian Büchting Eberhard Ferstl Dieter Krause Helmut Nonn Herbert Winters Klaus Greinert Klaus Woeller Günther Ullerich Norbert Schuler Willi Brendel Wolfgang End |
| Gruppenphase      | Kenia 0:1 (0:1) Frankreich 5:0 (2:0) Italien 5:0 (2:0) |
| Viertelfinale     | Pakistan 1:2 (1:0) |
| Platzierungsspiel | Niederlande 0:1 (0:0) |
| Halbfinale        | ausgeschieden |
| Finale            | ausgeschieden |
| Platzierung       | 7 |

### Kanurennsport
| Athleten                                                    | Wettbewerb     | Vorlauf     | Vorlauf | Hoffnungslauf | Hoffnungslauf | Halbfinale  | Halbfinale | Finale      | Finale | Rang   |
| Athleten                                                    | Wettbewerb     | Zeit        | Rang    | Zeit          | Rang          | Zeit        | Rang       | Zeit        | Rang   | Rang   |
| ----------------------------------------------------------- | -------------- | ----------- | ------- | ------------- | ------------- | ----------- | ---------- | ----------- | ------ | ------ |
| Frauen                                                      |                |             |         |               |               |             |            |             |        |        |
| Therese Zenz                                                | K-1 500 m      | 2:09,73 min | 2       | –             | –             | 2:08,51 min | 2          | 2:08,22 min | 2      | Silber |
| Therese Zenz Ingrid Hartmann                                | K-2 500 m      | 1:59,01 min | 2       | –             | –             | –           | –          | 1:56,66 min | 2      | Silber |
| Männer                                                      |                |             |         |               |               |             |            |             |        |        |
| Wolfgang Lange                                              | K-1 1000 m     | 4:05,08 min | 4       | –             | –             | 4:02,88 min | 3          | 4:03,05 min | 7      | 7      |
| Wolfgang Lange Dieter Krause                                | K-2 1000 m     | 3:37,87 min | 1       | –             | –             | 3:49,52 min | 7          | 3:44,26 min | 8      | 8      |
| Detlef Lewe                                                 | C-1 1000 m     | 4:43,07 min | 6       | 4:46,99 min   | 2             | 4:47,06 min | 8          | 4:39,72 min | 6      | 6      |
| Willi Mehlberg Werner Ulrich                                | C-2 1000 m     | 4:39,44 min | 7       | 4:50,23 min   | 3             | –           | –          | 4:31,68 min | 7      | 7      |
| Paul Lange Friedhelm Wentzke Dieter Krause Günter Perleberg | K-1, 4 × 500 m | 7:54,38 min | 1       | –             | –             | 7:43,92 min | 1          | 7:39,43 min | 1      | Gold   |

 Franz Johannsen und  Siegfried Roßberg kamen nicht zum Einsatz.

### Leichtathletik
Laufen und Gehen
| Athleten                                                  | Wettbewerb        | Vorlauf          | Vorlauf | Viertelfinale | Viertelfinale | Halbfinale    | Halbfinale    | Finale        | Finale        | Rang   |
| Athleten                                                  | Wettbewerb        | Zeit             | Rang    | Zeit          | Rang          | Zeit          | Rang          | Zeit          | Rang          | Rang   |
| --------------------------------------------------------- | ----------------- | ---------------- | ------- | ------------- | ------------- | ------------- | ------------- | ------------- | ------------- | ------ |
| Frauen                                                    |                   |                  |         |               |               |               |               |               |               |        |
| Brunhilde Hendrix                                         | 100 m             | 11,99 s          | 8       | 12,02 s       | 4             | 11,99 s       | 9             | ausgeschieden | ausgeschieden | 9      |
| Hannelore Raepke                                          | 100 m             | 12,45 s          | 21      | ausgeschieden | ausgeschieden | ausgeschieden | ausgeschieden | ausgeschieden | ausgeschieden | 21     |
| Hannelore Raepke                                          | 200 m             | 24,32 s          | 11      | –             | –             | ausgeschieden | ausgeschieden | ausgeschieden | ausgeschieden | 14     |
| Gisela Birkemeyer                                         | 100 m             | 12,31 s          | 17      | 12,26 s       | 14            | ausgeschieden | ausgeschieden | ausgeschieden | ausgeschieden | 14     |
| Gisela Birkemeyer                                         | 200 m             | 24,32 s          | 11      | –             | –             | 25,05 s       | 11            | ausgeschieden | ausgeschieden | 11     |
| Gisela Birkemeyer                                         | 80 m Hürden       | 11,31 s          | 6       | –             | –             | 11,01 s       | 2             | 11,13 s       | 3             | Bronze |
| Jutta Heine                                               | 200 m             | 24,04 s          | 4       | –             | –             | 24,15 s       | 7             | 24,58 s       | 2             | Silber |
| Ulla Donath                                               | 800 m             | 2:07,92 min (OR) | 5       | –             | –             | –             | –             | 2:05,73 min   | 3             | Bronze |
| Antje Gleichfeld                                          | 800 m             | 2:11,05 min (OR) | 15      | –             | –             | –             | –             | 2:06,63 min   | 5             | 5      |
| Vera Kummerfeldt                                          | 800 m             | 2:07,34 min      | 3       | –             | –             | –             | –             | 2:06,07 min   | 4             | 4      |
| Zenta Kopp                                                | 80 m Hürden       | 11,10 s          | 3       | –             | –             | 11,09 s       | 4             | ausgeschieden | ausgeschieden | 7      |
| Karin Richert                                             | 80 m Hürden       | 11,40 s          | 8       | –             | –             | 11,27 s       | 8             | ausgeschieden | ausgeschieden | 8      |
| Martha Langbein Anni Biechl Brunhilde Hendrix Jutta Heine | 4 × 100 m Staffel | 45,96 s          | 5       | –             | –             | –             | –             | 45,00 s       | 2             | Silber |
| Männer                                                    |                   |                  |         |               |               |               |               |               |               |        |
| Armin Hary                                                | 100 m             | 10,6 s           | 13      | 10,2 s (OR)   | 1             | 10,3 s        | 1             | 10,2 s (OR)   | 1             | Gold   |
| Walter Mahlendorf                                         | 100 m             | 10,8 s           | 25      | ausgeschieden | ausgeschieden | ausgeschieden | ausgeschieden | ausgeschieden | ausgeschieden | 25     |
| Manfred Germar                                            | 100 m             | 11,0 s           | 39      | ausgeschieden | ausgeschieden | ausgeschieden | ausgeschieden | ausgeschieden | ausgeschieden | 39     |
| Manfred Germar                                            | 200 m             | 21,6 s           | 24      | ausgeschieden | ausgeschieden | ausgeschieden | ausgeschieden | ausgeschieden | ausgeschieden | 24     |
| Marcel Wendelin                                           | 200 m             | 21,6 s           | 24      | 21,6 s        | 25            | ausgeschieden | ausgeschieden | ausgeschieden | ausgeschieden | 25     |
| Carl Kaufmann                                             | 400 m             | 47,3 s           | 10      | 46,5 s        | 7             | 45,88 s       | 2             | 45,08 s       | 2             | Silber |
| Manfred Kinder                                            | 400 m             | 46,7 s           | 1       | 46,7 s        | 11            | 46,13 s       | 5             | 46,04 s       | 5             | 5      |
| Hans-Joachim Reske                                        | 400 m             | 47,2 s           | 6       | 47,3 s        | 16            | ausgeschieden | ausgeschieden | ausgeschieden | ausgeschieden | 16     |
| Jörg Balke                                                | 800 m             | 1:53,72 min      | 37      | 1:48,98 min   | 7             | 1:47,63 min   | 6             | ausgeschieden | ausgeschieden | 7      |
| Manfred Matuschewski                                      | 800 m             | 1:51,17 min      | 17      | 1:48,24 min   | 3             | 1:47,54 min   | 5             | 1:52,21 min   | 6             | 6      |
| Paul Schmidt                                              | 800 m             | 1:50,97 min      | 14      | 1:51,38 min   | 16            | 1:47,95 min   | 7             | 1:47,82 min   | 4             | 4      |
| Arthur Hannemann                                          | 1500 m            | 3:47,57 min      | 23      | –             | –             | –             | –             | –             | –             | 23     |
| Adolf Schwarte                                            | 1500 m            | 3:45,46 min      | 12      | –             | –             | –             | –             | –             | –             | 12     |
| Siegfried Valentin                                        | 1500 m            | 3:46,99 min      | 18      | –             | –             | –             | –             | –             | –             | 18     |
| Horst Flosbach                                            | 5000 m            | 14:09,25 min     | 11      | –             | –             | –             | –             | 14:07,03 min  | 8             | 8      |
| Friedrich Janke                                           | 5000 m            | 14:02,58 min     | 3       | –             | –             | –             | –             | 13:47,14 min  | 4             | 4      |
| Hans Grodotzki                                            | 5000 m            | 14:01,29 min     | 1       | –             | –             | –             | –             | 13:45,01 min  | 2             | 2      |
| Hans Grodotzki                                            | 10.000 m          | –                | –       | –             | –             | –             | –             | 28:37,22 min  | 2             | 2      |
| Xaver Höger                                               | 10.000 m          | –                | –       | –             | –             | –             | –             | 29:50,20 min  | 17            | 17     |
| Gerhard Hönicke                                           | 10.000 m          | –                | –       | –             | –             | –             | –             | 29:20,14 min  | 12            | 12     |
| Bruno Bartholome                                          | Marathon          | –                | –       | –             | –             | –             | –             | 2:28:39,0 h   | 28            | 71     |
| Lothar Beckert                                            | Marathon          | –                | –       | –             | –             | –             | –             | 2:40:10,0 h   | 56            | 55     |
| Günter Havenstein                                         | Marathon          | –                | –       | –             | –             | –             | –             | 2:40:10,0 h   | 57            | 38     |
| Hannes Koch                                               | 20 km Gehen       | –                | –       | –             | –             | –             | –             | 1:41:53,4 h   | 16            | 16     |
| Siegfried Lefanczik                                       | 20 km Gehen       | –                | –       | –             | –             | –             | –             | DSQ           | DSQ           | DSQ    |
| Dieter Lindner                                            | 20 km Gehen       | –                | –       | –             | –             | –             | –             | 1:35:33,8 h   | 4             | 4      |
| Horst Astroth                                             | 50 km Gehen       | –                | –       | –             | –             | –             | –             | 4:50:57,0 h   | 16            | 16     |
| Kurt Sakowski                                             | 50 km Gehen       | –                | –       | –             | –             | –             | –             | DSQ           | DSQ           | DSQ    |
| Max Weber                                                 | 50 km Gehen       | –                | –       | –             | –             | –             | –             | 4:44:47,0 h   | 13            | 13     |
| Klaus Gerbig                                              | 110 m Hürden      | 14,87 s          | 18      | 14,97 s       | 20            | ausgeschieden | ausgeschieden | ausgeschieden | ausgeschieden | 20     |
| Martin Lauer                                              | 110 m Hürden      | 14,45 s          | 4       | 14,06 s       | 3             | 14,13 s       | 3             | 14,20 s       | 4             | 4      |
| Karl-Ernst Schottes                                       | 110 m Hürden      | 14,90 s          | 19      | 14,81 s       | 19            | ausgeschieden | ausgeschieden | ausgeschieden | ausgeschieden | 19     |
| Wolfgang Fischer                                          | 400 m Hürden      | 53,35 s          | 26      | –             | –             | ausgeschieden | ausgeschieden | ausgeschieden | ausgeschieden | 26     |
| Helmut Janz                                               | 400 m Hürden      | 51,30 s          | 2       | –             | –             | 51,55 s       | 7             | 50,05 s       | 4             | 4      |
| Willi Matthias                                            | 400 m Hürden      | 52,23 s          | 9       | –             | –             | 51,97 s       | 9             | ausgeschieden | ausgeschieden | 9      |
| Hermann Buhl                                              | 3000 m Hindernis  | 8:49,56 min      | 6       | –             | –             | –             | –             | ausgeschieden | ausgeschieden | 10     |
| Hans Hüneke                                               | 3000 m Hindernis  | 8:50,59 min      | 10      | –             | –             | –             | –             | DNF           | DNF           | DNF    |
| Ludwig Müller                                             | 3000 m Hindernis  | 8:49,86 min      | 8       | –             | –             | –             | –             | 9:01.57 min   | 6             | 6      |
| Bernd Cullmann Armin Hary Walter Mahlendorf Martin Lauer  | 4 × 100 m Staffel | 39,61 s (WR)     | 1       | –             | –             | 39,88 s       | 2             | 39,66 s       | 1             | Gold   |
| Jochen Reske Manfred Kinder Johannes Kaiser Carl Kaufmann | 4 × 400 m Staffel | 3:10,58 min      | 4       | –             | –             | 3:07,60 min   | 2             | 3:02,84 min   | 2             | Silber |

Bei den Männern waren für die 4 × 100-m-Staffel  Manfred Germar und  Manfred Steinbach und für die 4 × 400-m-Staffel  Gottfried Klimbt und  Karl Storm als Ersatzathleten nominiert, die jedoch nicht zum Einsatz kamen.
Bei den Frauen waren für die 4 × 100-m-Staffel  Hannelore Raepke und  Bärbel Mayer als Ersatzathletinnen nominiert, die nicht zum Einsatz kamen.
Springen und Werfen
| Athleten              | Wettbewerb     | Qualifikation | Qualifikation | Finale        | Finale        | Rang   |
| Athleten              | Wettbewerb     | Weite/Höhe    | Rang          | Weite/Höhe    | Rang          | Rang   |
| --------------------- | -------------- | ------------- | ------------- | ------------- | ------------- | ------ |
| Frauen                |                |               |               |               |               |        |
| Ingrid Becker         | Hochsprung     | 1,65 m        | 4             | 1,65 m        | 9             | 9      |
| Karin Lenzke          | Hochsprung     | 1,60 m        | 16            | ausgeschieden | ausgeschieden | 16     |
| Marlene Schmitz-Portz | Hochsprung     | 1,65 m        | 2             | 1,65 m        | 9             | 9      |
| Hildrun Claus         | Weitsprung     | 6,21 m        | 2             | 6,21 m        | 3             | Bronze |
| Helga Hoffmann        | Weitsprung     | 5,90 m        | 12            | 6,11 m        | 6             | 6      |
| Renate Junker         | Weitsprung     | 6,00 m        | 7             | 6,19 m        | 4             | 4      |
| Renate Garisch        | Kugelstoßen    | 15,78 m       | 5             | 15,94 m       | 6             | 6      |
| Wilfriede Hoffmann    | Kugelstoßen    | 15,84 m       | 4             | 15,14 m       | 8             | 8      |
| Johanna Lüttge        | Kugelstoßen    | 15,51 m       | 6             | 16,61 m       | 2             | Silber |
| Kriemhild Hausmann    | Diskuswurf     | 50,86 m       | 5             | 51,47 m       | 4             | 4      |
| Doris Müller          | Diskuswurf     | ohne Weite    | 23            | ausgeschieden | ausgeschieden | 23     |
| Irene Schuch          | Diskuswurf     | 52,22 m       | 2             | 49,86 m       | 9             | 9      |
| Almut Brömmel         | Speerwurf      | 45,52 m       | 16            | ausgeschieden | ausgeschieden | 16     |
| Anneliese Gerhards    | Speerwurf      | 48,33 m       | 12            | 49,27 m       | 11            | 11     |
| Erika Strößenreuther  | Speerwurf      | 46,85 m       | 15            | ausgeschieden | ausgeschieden | 15     |
| Männer                |                |               |               |               |               |        |
| Werner Pfeil          | Hochsprung     | 1,95 m        | 19            | ausgeschieden | ausgeschieden | 19     |
| Theo Püll             | Hochsprung     | 2,00 m        | 11            | 2,03          | 7             | 7      |
| Peter Riebensahm      | Hochsprung     | 1,95 m        | 24            | ausgeschieden | ausgeschieden | 24     |
| Günter Malcher        | Stabhochsprung | 4,40 m        | 4             | 4,50 m        | 5             | 5      |
| Peter Laufer          | Stabhochsprung | 4,20 m        | 14            | ausgeschieden | ausgeschieden | 14     |
| Manfred Preußger      | Stabhochsprung | 4,20 m        | 14            | ausgeschieden | ausgeschieden | 14     |
| Fritz Köppen          | Weitsprung     | 7,32 m        | 19            | ausgeschieden | ausgeschieden | 19     |
| Manfred Molzberger    | Weitsprung     | 7,46 m        | 10            | 7,49 m        | 9             | 9      |
| Manfred Steinbach     | Weitsprung     | 7,70 m        | 4             | 8,00 m        | 4             | 4      |
| Manfred Hinze         | Dreisprung     | 15,86 m       | 5             | 15,93 m       | 7             | 7      |
| Karl Thierfelder      | Dreisprung     | 15,08 m       | 23            | ausgeschieden | ausgeschieden | 23     |
| Jörg Wischmeier       | Dreisprung     | 15,23 m       | 20            | ausgeschieden | ausgeschieden | 20     |
| Hermann Lingnau       | Kugelstoßen    | 16,87 m       | 12            | 16,98 m       | 12            | 12     |
| Dieter Urbach         | Kugelstoßen    | 17,09 m       | 8             | 17,47 m       | 7             | 7      |
| Fritz Kühl            | Kugelstoßen    | 15,71 m       | 20            | ausgeschieden | ausgeschieden | 20     |
| Fritz Kühl            | Diskuswurf     | 50,40 m       | 30            | ausgeschieden | ausgeschieden | 30     |
| Manfred Grieser       | Diskuswurf     | 52,20 m       | 21            | 52,69 m       | 16            | 16     |
| Lothar Milde          | Weitsprung     | 53,04 m       | 13            | 53,33 m       | 12            | 12     |
| Siegfried Lorenz      | Hammerwurf     | 59,06 m       | 23            | ausgeschieden | ausgeschieden | 23     |
| Manfred Losch         | Hammerwurf     | 59,38 m       | 20            | ausgeschieden | ausgeschieden | 20     |
| Klaus Peter           | Hammerwurf     | 59,83 m       | 17            | ausgeschieden | ausgeschieden | 17     |
| Hermann Salomon       | Speerwurf      | 75,12 m       | 9             | 74,11 m       | 12            | 12     |
| Walter Krüger         | Speerwurf      | 78,81 m       | 4             | 79,36 m       | 2             | Silber |
| Erich Ahrendt         | Speerwurf      | 73,29 m       | 16            | ausgeschieden | ausgeschieden | 16     |

Mehrkampf
| Athleten         | 100 m  | 100 m | Weitsprung | Weitsprung | Kugelstoßen | Kugelstoßen | Hochsprung | Hochsprung | 400 m  | 400 m | 110 m Hürden | 110 m Hürden | Diskuswurf | Diskuswurf | Stabhochsprung | Stabhochsprung | Speerwurf | Speerwurf | 1500 m     | 1500 m | Punkte | Rang |
| Athleten         | Zeit   | Pkte. | Weite      | Pkte.      | Weite       | Pkte.       | Höhe       | Pkte.      | Zeit   | Pkte. | Zeit         | Pkte.        | Weite      | Pkte.      | Höhe           | Pkte.          | Weite     | Pkte.     | Zeit       | Pkte.  | Punkte | Rang |
| ---------------- | ------ | ----- | ---------- | ---------- | ----------- | ----------- | ---------- | ---------- | ------ | ----- | ------------ | ------------ | ---------- | ---------- | -------------- | -------------- | --------- | --------- | ---------- | ------ | ------ | ---- |
| Zehnkampf Männer |        |       |            |            |             |             |            |            |        |       |              |              |            |            |                |                |           |           |            |        |        |      |
| Manfred Bock     | 11,4 s | 768   | 6,79 m     | 722        | 12,03 m     | 584         | 1,85 m     | 832        | 50,5 s | 807   | 16,1 s       | 575          | 37,69 m    | 564        | 3,90 m         | 695            | 63,63 m   | 817       | 4:27,6 min | 530    | 6894   | 10   |
| Klaus Grogorenz  | 10,8 s | 990   | 6,93 m     | 764        | 12,42 m     | 619         | 1,73 m     | 689        | 48,0 s | 1015  | 16,9 s       | 443          | 40,12 m    | 630        | 3,70 m         | 596            | 60,81 m   | 750       | 4:27,0 min | 536    | 7032   | 8    |
| Walter Meier     | 11,3 s | 800   | NMW        | 0          | 13,68 m     | 738         | 1,83 m     | 806        | 49,5 s | 884   | 16,0 s       | 593          | 39,18 m    | 603        | 3,70 m         | 596            | 47,33 m   | 480       | 4:30,6 min | 500    | 6000   | 16   |

### Moderner Fünfkampf
| Athleten                                      | Wettbewerb | Fechten | Fechten | Schwimmen  | Schwimmen | Reiten      | Reiten | Schießen | Schießen | 4000 m Crosslauf | 4000 m Crosslauf | Punkte | Rang |
| Athleten                                      | Wettbewerb | Siege   | Punkte  | Zeit       | Punkte    | Zeit        | Punkte | Ringe    | Punkte   | Zeit             | Punkte           | Punkte | Rang |
| --------------------------------------------- | ---------- | ------- | ------- | ---------- | --------- | ----------- | ------ | -------- | -------- | ---------------- | ---------------- | ------ | ---- |
| Männer                                        |            |         |         |            |           |             |        |          |          |                  |                  |        |      |
| Ralf Berckhan                                 | Einzel     | 20      | 471     | 4:19,7 min | 905       | 9:07,0 min  | 979    | 129      | 0        | 16:38,0 min      | 706              | 3.061  | 55   |
| Wolfgang Gödicke                              | Einzel     | 32      | 747     | 4:10,0 min | 950       | 9:24,0 min  | 588    | 188      | 860      | 14:21,1 min      | 1.117            | 4.262  | 28   |
| Dieter Krickow                                | Einzel     | 30      | 701     | 4:29,4 min | 855       | 10:38,0 min | 706    | 176      | 620      | 15:34,0 min      | 898              | 3.780  | 48   |
| Ralf Berckhan Wolfgang Gödicke Dieter Krickow | Mannschaft |         | 1.756   |            | 2.710     |             | 2.273  |          | 1.480    |                  | 2.721            | 10.940 | 16   |

 Rainer Uhlig war als Ersatzmann nominiert, kam allerdings nicht zum Einsatz

### Radsport

#### Bahn
| Athleten                                                     | Wettbewerb            | 1. Runde | 1. Runde | Achtelfinale | Achtelfinale | Viertelfinale    | Viertelfinale | Halbfinale    | Halbfinale    | Finale        | Finale        | Rang   |
| Athleten                                                     | Wettbewerb            | Zeit     | Rang     | Zeit         | Rang         | Gegner           | Ergebnis      | Gegner        | Ergebnis      | Gegner        | Ergebnis      | Rang   |
| ------------------------------------------------------------ | --------------------- | -------- | -------- | ------------ | ------------ | ---------------- | ------------- | ------------- | ------------- | ------------- | ------------- | ------ |
| Männer                                                       |                       |          |          |              |              |                  |               |               |               |               |               |        |
| August Rieke                                                 | Sprint                | 11,9 s   | 1        | 11,7 s       | 1            | Baensch          | 0:2           | ausgeschieden | ausgeschieden | ausgeschieden | ausgeschieden | 5      |
| Günter Kaslowski                                             | Sprint                | 12,0 s   | 1        | –            | 3            | ausgeschieden    | ausgeschieden | ausgeschieden | ausgeschieden | ausgeschieden | ausgeschieden | 9      |
| Jürgen Simon Lothar Stäber                                   | Tandem Sprint         |          |          | 11,1 s       | 1            | Tschechoslowakei | 2:0           | Sowjetunion   | 2:0           | Italien       | 0:2           | Silber |
| Siegfried Köhler Peter Gröning Manfred Klieme Bernd Barleben | Mannschaftsverfolgung |          |          | 4:40,33 min  | 2            | Dänemark         | 4:29,32 min   | Frankreich    | 4:33,46 min   | Italien       | 4:35,78 min   | Silber |

| Athleten        | Wettbewerb        | Zeit             | Rang   |
| --------------- | ----------------- | ---------------- | ------ |
| Männer          |                   |                  |        |
| Dieter Gieseler | 1000 m Zeitfahren | 1:08,75 min (OR) | Silber |

#### Straße
| Athleten                                               | Wettbewerb            | Zeit         | Rang   |
| ------------------------------------------------------ | --------------------- | ------------ | ------ |
| Männer                                                 |                       |              |        |
| Egon Adler                                             | Straßenrennen         | 4:20:57 h    | 20     |
| Gustav-Adolf Schur                                     | Straßenrennen         | 4:20:57 h    | 23     |
| Erich Hagen                                            | Straßenrennen         | 4:20:57 h    | 21     |
| Bernhard Eckstein                                      | Straßenrennen         | 4:20:57 h    | 22     |
| Günter Lörke Gustav-Adolf Schur Erich Hagen Egon Adler | Mannschaftszeitfahren | 2:16:56,31 h | Silber |

 Rolf Nitzsche wurde als Ersatzfahrer nominiert.

### Reiten
| Dressur                          |            |               |               |        |        |
| Athleten                         | Wettbewerb | Punkte        | Punkte        | Punkte | Rang   |
| Athleten                         | Wettbewerb | Qualifikation | Finale        | Gesamt | Rang   |
| Mixed                            |            |               |               |        |        |
| Josef Neckermann mit Asbach      | Einzel     | 1.071         | 1.011         | 2.082  | Bronze |
| Rosemarie Springer mit Doublette | Einzel     | 985           | ausgeschieden | 985    | 7      |

| Springen                                                                                |            |             |             |             |      |
| Athleten                                                                                | Wettbewerb | Strafpunkte | Strafpunkte | Strafpunkte | Rang |
| Athleten                                                                                | Wettbewerb | 1. Umlauf   | 2. Umlauf   | Gesamt      | Rang |
| Mixed                                                                                   |            |             |             |             |      |
| Hans Günter Winkler mit Halla                                                           | Einzel     | 17,00       | 8,00        | 25,00       | 5    |
| Alwin Schockemöhle mit Ferdle                                                           | Einzel     | 35,75       | 12,25       | 48,00       | 26   |
| Fritz Thiedemann mit Meteor                                                             | Einzel     | 13,50       | 12,00       | 25,50       | 6    |
| Hans Günter Winkler mit Halla Alwin Schockemöhle mit Ferdle Fritz Thiedemann mit Meteor | Mannschaft | 25,75       | 20,75       | 46,50       | Gold |

| Vielseitigkeit |            |                     |                     |                      |                    |      |
| Athleten | Wettbewerb | Minuspunkte Dressur | Minuspunkte Gelände | Minuspunkte Springen | Minuspunkte Gesamt | Rang |
| Mixed |            |                     |                     |                      |                    |      |
| Reiner Klimke mit Winzerin                                                                                         | Einzel     | 126,51              | 35,20               | 22,00                | 173,31             | 18   |
| Ottokar Pohlmann mit Polarfuchs                                                                                    | Einzel     | 81,00               | 33,60               | DNF                  | DNF                | DNF  |
| Gerhard Schulz mit Wanderlilli                                                                                     | Einzel     | 119,01              | 37,60               | 41,50                | 149,31             | 14   |
| Klaus Wagner mit Famulus                                                                                           | Einzel     | 95,50               | 15,20               | DNF                  | DNF                | DNF  |
| Reiner Klimke mit Winzerin Ottokar Pohlmann mit Polarfuchs Klaus Wagner mit Famulus Gerhard Schulz mit Wanderlilli | Mannschaft | 295,51              | DNF                 | DNS                  | DNF                | DNF  |

### Ringen
| Athleten             | Wettbewerb                           | 1. Runde  | 1. Runde | 2. Runde    | 2. Runde | 3. Runde      | 3. Runde      | 4. Runde      | 4. Runde      | 5. Runde      | 5. Runde      | 6. Runde      | 6. Runde      | Rang   |
| Athleten             | Wettbewerb                           | Gegner    | Ergebnis | Gegner      | Ergebnis | Gegner        | Ergebnis      | Gegner        | Ergebnis      | Gegner        | Ergebnis      | Gegner        | Ergebnis      | Rang   |
| -------------------- | ------------------------------------ | --------- | -------- | ----------- | -------- | ------------- | ------------- | ------------- | ------------- | ------------- | ------------- | ------------- | ------------- | ------ |
| Männer               |                                      |           |          |             |          |               |               |               |               |               |               |               |               |        |
| Fritz Stange         | Fliegengewicht griechisch-römisch    | Fabra     | N        | Moskow      | N        | ausgeschieden | ausgeschieden | ausgeschieden | ausgeschieden | ausgeschieden | ausgeschieden | ausgeschieden | ausgeschieden | 14     |
| Paul Neff            | Fliegengewicht Freistil              | Singh     | N        | Vitrano     | S        | Gröning       | S             | Zoete         | S             | Bilek         | N             | Matsubara     | N             | 4      |
| Ewald Tauer          | Bantamgewicht griechisch-römisch     | Dubier    | N        | Tveiten     | S        | Nakouzi       | N             | ausgeschieden | ausgeschieden | ausgeschieden | ausgeschieden | ausgeschieden | ausgeschieden | 13     |
| Fred Kämmerer        | Bantamgewicht Freistil               | Campbell  | S        | Vesterby    | S        | Trojanowski   | N             | Schachow      | N             | ausgeschieden | ausgeschieden | ausgeschieden | ausgeschieden | 9      |
| Gottlieb Neumair     | Federgewicht griechisch-römisch      | Sille     | N        | Takahira    | S        | Spas Penew    | N             | ausgeschieden | ausgeschieden | ausgeschieden | ausgeschieden | ausgeschieden | ausgeschieden | 11     |
| Christian Luschnig   | Federgewicht Freistil                | Ivanow    | N        | Aspen       | U        | ausgeschieden | ausgeschieden | ausgeschieden | ausgeschieden | ausgeschieden | ausgeschieden | ausgeschieden | ausgeschieden | 19     |
| Edmund Seger         | Leichtgewicht griechisch-römisch     | Güngör    | N        | Thomsen     | N        | ausgeschieden | ausgeschieden | ausgeschieden | ausgeschieden | ausgeschieden | ausgeschieden | ausgeschieden | ausgeschieden | 21     |
| Horst Bergmann       | Leichtgewicht Freistil               | Waltschew | N        | Nizzola     | N        | ausgeschieden | ausgeschieden | ausgeschieden | ausgeschieden | ausgeschieden | ausgeschieden | ausgeschieden | ausgeschieden | 17     |
| Günther Maritschnigg | Weltergewicht griechisch-römisch     | Fivian    | S        | Ido         | S        | Petkow        | N             | Ansbøl        | S             | Laakso        | S             | Schiermeyer   | S             | Silber |
| Günther Maritschnigg | Weltergewicht griechisch-römisch     | Fivian    | S        | Ido         | S        | Petkow        | N             | Ansbøl        | S             | Laakso        | S             | Bayrak        | N             | Silber |
| Martin Heinze        | Weltergewicht Freistil               | Freilos   | Freilos  | Ogan        | N        | Balawadse     | U             | Kaneko        | N             | ausgeschieden | ausgeschieden | ausgeschieden | ausgeschieden | 9      |
| Lothar Metz          | Mittelgewicht griechisch-römisch     | Schummer  | S        | Magnani     | S        | Kormaník      | U             | Camilleri     | S             | Tschuschalow  | S             | Țăranu        | U             | Silber |
| Georg Utz            | Mittelgewicht Freistil               | Mottier   | S        | Schirtladse | N        | Punkari       | S             | DeWitt        | N             | ausgeschieden | ausgeschieden | ausgeschieden | ausgeschieden | 9      |
| Herbert Albrecht     | Halbschwergewicht griechisch-römisch | Jansson   | S        | George      | S        | Kartosia      | N             | Vanhanen      | N             | ausgeschieden | ausgeschieden | ausgeschieden | ausgeschieden | 9      |
| Dieter Rauchbach     | Halbschwergewicht Freistil           | Palm      | N        | Singh       | N        | ausgeschieden | ausgeschieden | ausgeschieden | ausgeschieden | ausgeschieden | ausgeschieden | ausgeschieden | ausgeschieden | 15     |
| Wilfried Dietrich    | Schwergewicht griechisch-römisch     | Svensson  | S        | Bohdan      | U        | Bohumil Kubát | U             | –             | –             | –             | –             | Kasabow       | S             | Silber |
| Wilfried Dietrich    | Schwergewicht Freistil               | Mitchell  | S        | Widmer      | S        | Shourvarzi    | S             | Antonsson     | S             | Marascalchi   | S             | Dsarassow     | S             | Gold   |
| Wilfried Dietrich    | Schwergewicht Freistil               | Mitchell  | S        | Widmer      | S        | Shourvarzi    | S             | Antonsson     | S             | Marascalchi   | S             | Kaplan        | U             | Gold   |

### Rudern
| Athleten | Wettbewerb             | Vorlauf     | Vorlauf | Hoffnungslauf | Hoffnungslauf | Halbfinale  | Halbfinale | Finale        | Finale        | Rang   |
| Athleten | Wettbewerb             | Zeit        | Platz   | Zeit          | Platz         | Zeit        | Platz      | Zeit          | Platz         | Rang   |
| --- | ---------------------- | ----------- | ------- | ------------- | ------------- | ----------- | ---------- | ------------- | ------------- | ------ |
| Männer |                        |             |         |               |               |             |            |               |               |        |
| Achim Hill | Einer                  | 7:23,55 min | 2       | 7:31,04 min   | 1             | –           | –          | 7:20,21 min   | 2             | Silber |
| Heinz Becher Günter Schroers | Doppelzweier           | 6:52,05 min | 4       | 6:55,15 min   | 3             | –           | –          | ausgeschieden | ausgeschieden | 7      |
| Jochen Neuling Heinz Weigel | Zweier ohne Steuermann | 7:04,71 min | 1       | –             | –             | 7:30,03 min | 1          | 7:08,81 min   | 4             | 4      |
| Bernhard Knubel Heinz Renneberg Klaus Zerta (Steuermann)                                                                                        | Zweier mit Steuermann  | 7:31,64 min | 1       | –             | –             | –           | –          | 7:29,14 min   | 1             | Gold   |
| Victor Hendrix Manfred Kluth Georg Niermann Albrecht Wehselau                                                                                   | Vierer ohne Steuermann | 6:36,81 min | 3       | 6:27,61 min   | 2             | –           | –          | ausgeschieden | ausgeschieden | 7      |
| Gerd Cintl Horst Effertz Klaus Riekemann Jürgen Litz Michael Obst (Steuermann)                                                                  | Vierer mit Steuermann  | 6:34,55 min | 1       | –             | –             | 7:00,47 min | 1          | 6:39,12 min   | 1             | Gold   |
| Manfred Rulffs Walter Schröder Frank Schepke Kraft Schepke Moritz von Groddeck Karl-Heinz Hopp Klaus Bittner Hans Lenk Willi Padge (Steuermann) | Achter                 | 6:03,34 min | 1       | –             | –             | –           | –          | 5:57,18 min   | 1             | Gold   |

### Schießen
| Athleten            | Wettbewerb                                 | Qualifikation   | Qualifikation | Finale          | Finale | Rang |
| Athleten            | Wettbewerb                                 | Ringe/ Scheiben | Rang          | Ringe/ Scheiben | Rang   | Rang |
| ------------------- | ------------------------------------------ | --------------- | ------------- | --------------- | ------ | ---- |
| Männer              |                                            |                 |               |                 |        |      |
| Horst Kadner        | Freie Pistole 50 Meter                     | 359             | 4             | 544             | 8      | 8    |
| Wolfgang Losack     | Freie Pistole 50 Meter                     | 348             | 16            | 538             | 14     | 14   |
| Heinz Franke        | Schnellfeuerpistole 25 Meter               | –               | –             | 579             | 14     | 14   |
| Heinrich Gollwitzer | Schnellfeuerpistole 25 Meter               | –               | –             | 575             | 20     | 20   |
| Peter Kohnke        | Kleinkaliber liegend 50 Meter              | 387             | 8             | 590             | 1      | Gold |
| Bernd Klingner      | Kleinkaliber liegend 50 Meter              | 389             | 7             | 582             | 19     | 19   |
| Bernd Klingner      | Kleinkaliber Dreistellungskampf 50 Meter   | 560             | 6             | 1123            | 18     | 18   |
| Klaus Zähringer     | Kleinkaliber Dreistellungskampf 50 Meter   | 555             | 12            | 1139            | 3      | 3    |
| Hans-Joachim Mars   | Freies Gewehr Dreistellungskampf 300 Meter | 553             | 9             | 1105            | 12     | 12   |
| Gerhard Aßmus       | Trap                                       | 89              | 17            | 179             | 17     | 17   |
| Karl-Heinz Kramer   | Trap                                       | 88              | 24            | 177             | 22     | 22   |

### Schwimmen
| Athleten                                                   | Wettbewerb                | Vorlauf         | Vorlauf | Halbfinale    | Halbfinale    | Finale        | Finale        | Rang   |
| Athleten                                                   | Wettbewerb                | Zeit            | Rang    | Zeit          | Rang          | Zeit          | Rang          | Rang   |
| ---------------------------------------------------------- | ------------------------- | --------------- | ------- | ------------- | ------------- | ------------- | ------------- | ------ |
| Frauen                                                     |                           |                 |         |               |               |               |               |        |
| Heidi Pechstein                                            | 100 m Freistil            | 1:05,1 min      | 11      | 1:05,6 min    | 14            | ausgeschieden | ausgeschieden | 14     |
| Ursel Brunner                                              | 100 m Freistil            | 1:04,6 min      | 10      | 1:04,5 min    | 9             | ausgeschieden | ausgeschieden | 9      |
| Ursel Brunner                                              | 400 m Freistil            | 5:05,3 min      | 11      | –             | –             | ausgeschieden | ausgeschieden | 11     |
| Gisela Weiß                                                | 400 m Freistil            | 5:08,6 min      | 12      | –             | –             | ausgeschieden | ausgeschieden | 12     |
| Helga Schmidt                                              | 100 m Rücken              | 1:13,3 min      | 12      | –             | –             | ausgeschieden | ausgeschieden | 12     |
| Ingrid Schmidt                                             | 100 m Rücken              | 1:13,1 min      | 11      | –             | –             | ausgeschieden | ausgeschieden | 11     |
| Barbara Göbel                                              | 200 m Brust               | 2:54,2 min      | 4       | –             | –             | 2:53,6 min    | 3             | Bronze |
| Wiltrud Urselmann                                          | 200 m Brust               | 2:52,0 min (OR) | 1       | –             | –             | 2:50,0 min    | 2             | Silber |
| Heidi Eisenschmidt                                         | 100 m Schmetterling       | 1:14,6 min      | 13      | –             | –             | ausgeschieden | ausgeschieden | 13     |
| Bärbel Fuhrmann                                            | 100 m Schmetterling       | 1:13,2 min      | 9       | –             | –             | ausgeschieden | ausgeschieden | 9      |
| Ursel Brunner Gisela Weiß Christel Steffin Heidi Pechstein | 4 × 100 m Freistilstaffel | 4:24,2 min      | 4       | –             | –             | 4:19,7 min    | 3             | Bronze |
| Ursel Brunner Ingrid Schmidt Ursula Küper Bärbel Fuhrmann  | 4 × 100 m Lagenstaffel    | 4:49,6 min      | 4       | –             | –             | 4:47,6 min    | 3             | Bronze |
| Männer                                                     |                           |                 |         |               |               |               |               |        |
| Uwe Jacobsen                                               | 100 m Freistil            | 57,9 s          | 18      | 57,4 s        | 13            | ausgeschieden | ausgeschieden | 13     |
| Paul Voell                                                 | 100 m Freistil            | 58,0 s          | 22      | 58,4 s        | 20            | ausgeschieden | ausgeschieden | 20     |
| Hans-Joachim Klein                                         | 400 m Freistil            | 4:31,6 min      | 10      | –             | –             | ausgeschieden | ausgeschieden | 10     |
| Gerhard Hetz                                               | 400 m Freistil            | 4:38,4 min      | 18      | –             | –             | ausgeschieden | ausgeschieden | 18     |
| Gerhard Hetz                                               | 1500 m Freistil           | 18:32,2 min     | 15      | –             | –             | ausgeschieden | ausgeschieden | 15     |
| Hans-Ulrich Millow                                         | 1500 m Freistil           | 18:22,7 min     | 12      | –             | –             | ausgeschieden | ausgeschieden | 12     |
| Konrad Enke                                                | 200 m Brust               | 2:44,6 min      | 21      | ausgeschieden | ausgeschieden | ausgeschieden | ausgeschieden | 21     |
| Egon Henninger                                             | 200 m Brust               | 2:42,4 min      | 15      | 2:38,5 min    | 3             | 2:40,1 min    | 4             | 4      |
| Jürgen Dietze                                              | 100 m Rücken              | 1:04,0 min      | 5       | 1:04,7 min    | 9             | ausgeschieden | ausgeschieden | 9      |
| Wolfgang Wagner                                            | 100 m Rücken              | 1:04,7 min      | 10      | 1:03,9 min    | 6             | 1:03,5 min    | 6             | 6      |
| Jürgen Bachmann                                            | 200 m Schmetterling       | 2:25,0 min      | 16      | 2:28,4 min    | 14            | ausgeschieden | ausgeschieden | 14     |
| Wolfgang Sieber                                            | 200 m Schmetterling       | 2:25,4 min      | 19      | ausgeschieden | ausgeschieden | ausgeschieden | ausgeschieden | 19     |
| Gerhard Hetz Hans-Joachim Klein Frank Wiegand Hans Zierold | 4 × 200 m Freistilstaffel | 8:29,4 min      | 5       | –             | –             | 8:31,8 min    | 7             | 7      |
| Uwe Jacobsen Hermann Lotter Günter Tittes Wolfgang Wagner  | 4 × 100 m Lagenstaffel    | 4:17,7 min      | 9       | –             | –             | ausgeschieden | ausgeschieden | 9      |

### Segeln
| Athleten                                             | Wettbewerb      | Rennen 1 | Rennen 1 | Rennen 2 | Rennen 2 | Rennen 3 | Rennen 3 | Rennen 4 | Rennen 4 | Rennen 5 | Rennen 5 | Rennen 6 | Rennen 6 | Rennen 7 | Rennen 7 | Gesamt | Gesamt |
| Athleten                                             | Wettbewerb      | Punkte   | Rang     | Punkte   | Rang     | Punkte   | Rang     | Punkte   | Rang     | Punkte   | Rang     | Punkte   | Rang     | Punkte   | Rang     | Punkte | Rang   |
| ---------------------------------------------------- | --------------- | -------- | -------- | -------- | -------- | -------- | -------- | -------- | -------- | -------- | -------- | -------- | -------- | -------- | -------- | ------ | ------ |
| Mixed                                                |                 |          |          |          |          |          |          |          |          |          |          |          |          |          |          |        |        |
| Hans Kämmerer                                        | Finn-Dinghi     | 645      | 10       | 247      | 25       | 441      | 16       | 247      | 25       | 390      | 18       | 323      | 21       | 691      | 9        | 2737   | 20     |
| Rolf Mulka Ingo von Bredow Achim Kadelbach           | Flying Dutchman | 1115     | 3        | 592      | 10       | 478      | 13       | 1291     | 2        | 0        | DSQ      | 814      | 6        | 1592     | 1        | 5882   | Bronze |
| Bruno Splieth Eckart Wagner                          | Star            | 1215     | 2        | 562      | 9        | 402      | 13       | 914      | 4        | 738      | 6        | 101      | DNF      | 914      | 4        | 4745   | 7      |
| Herbert Scholl Hans Baars-Lindner Karl-August Stolze | 5,5-m-R-Klasse  | 176      | 16       | 477      | 8        | 426      | 9        | 380      | 10       | 903      | 3        | 234      | 14       | 602      | 6        | 3198   | 9      |
| Hans Ravenborg Günther Benecke Peter Rebien          | Drachen         | 418      | 13       | 16       | 8        | 210      | 21       | 418      | 13       | 578      | 9        | 1055     | 3        | 1231     | 2        | 4329   | 8      |

### Turnen
| Athleten                                                                                    | Wettbewerb           | Qualifikation | Qualifikation | Finale        | Finale        | Rang |
| Athleten                                                                                    | Wettbewerb           | Punkte        | Rang          | Punkte        | Rang          | Rang |
| ------------------------------------------------------------------------------------------- | -------------------- | ------------- | ------------- | ------------- | ------------- | ---- |
| Frauen                                                                                      |                      |               |               |               |               |      |
| Karin Boldemann                                                                             | Einzelmehrkampf      | –             | –             | 71,298        | 59            | 59   |
| Karin Boldemann                                                                             | Boden                | 18,266        | 54            | ausgeschieden | ausgeschieden | 54   |
| Karin Boldemann                                                                             | Schwebebalken        | 16,933        | 77            | ausgeschieden | ausgeschieden | 77   |
| Karin Boldemann                                                                             | Sprung               | 17,933        | 40            | ausgeschieden | ausgeschieden | 40   |
| Karin Boldemann                                                                             | Stufenbarren         | 18,166        | 48            | ausgeschieden | ausgeschieden | 48   |
| Ingrid Föst                                                                                 | Einzelmehrkampf      | –             | –             | 75,265        | 9             | 9    |
| Ingrid Föst                                                                                 | Boden                | 19,100        | 9             | ausgeschieden | ausgeschieden | 9    |
| Ingrid Föst                                                                                 | Schwebebalken        | 18,700        | 7             | ausgeschieden | ausgeschieden | 7    |
| Ingrid Föst                                                                                 | Sprung               | 18,499        | 10            | ausgeschieden | ausgeschieden | 10   |
| Ingrid Föst                                                                                 | Stufenbarren         | 18,966        | 11            | ausgeschieden | ausgeschieden | 11   |
| Gretel Schiener                                                                             | Einzelmehrkampf      | –             | –             | 72,697        | 34            | 34   |
| Gretel Schiener                                                                             | Boden                | 18,499        | 41            | ausgeschieden | ausgeschieden | 41   |
| Gretel Schiener                                                                             | Schwebebalken        | 18,333        | 21            | ausgeschieden | ausgeschieden | 21   |
| Gretel Schiener                                                                             | Sprung               | 17,432        | 61            | ausgeschieden | ausgeschieden | 61   |
| Gretel Schiener                                                                             | Stufenbarren         | 18,433        | 42            | ausgeschieden | ausgeschieden | 42   |
| Renate Schneider                                                                            | Einzelmehrkampf      | –             | –             | 72,029        | 48            | 48   |
| Renate Schneider                                                                            | Boden                | 18,199        | 61            | ausgeschieden | ausgeschieden | 61   |
| Renate Schneider                                                                            | Schwebebalken        | 17,399        | 57            | ausgeschieden | ausgeschieden | 57   |
| Renate Schneider                                                                            | Sprung               | 17,932        | 42            | ausgeschieden | ausgeschieden | 42   |
| Renate Schneider                                                                            | Stufenbarren         | 18,499        | 36            | ausgeschieden | ausgeschieden | 36   |
| Roselore Sonntag                                                                            | Einzelmehrkampf      | –             | –             | 72,964        | 29            | 29   |
| Roselore Sonntag                                                                            | Boden                | 18,666        | 28            | ausgeschieden | ausgeschieden | 28   |
| Roselore Sonntag                                                                            | Schwebebalken        | 18,333        | 21            | ausgeschieden | ausgeschieden | 21   |
| Roselore Sonntag                                                                            | Sprung               | 17,333        | 64            | ausgeschieden | ausgeschieden | 64   |
| Roselore Sonntag                                                                            | Stufenbarren         | 18,632        | 28            | ausgeschieden | ausgeschieden | 28   |
| Ute Starke                                                                                  | Einzelmehrkampf      | –             | –             | 72,798        | 31            | 31   |
| Ute Starke                                                                                  | Boden                | 18,633        | 30            | ausgeschieden | ausgeschieden | 30   |
| Ute Starke                                                                                  | Schwebebalken        | 18,466        | 12            | ausgeschieden | ausgeschieden | 12   |
| Ute Starke                                                                                  | Sprung               | 17,266        | 65            | ausgeschieden | ausgeschieden | 65   |
| Ute Starke                                                                                  | Stufenbarren         | 18,433        | 42            | ausgeschieden | ausgeschieden | 42   |
| Ute Starke Gretel Schiener Ingrid Föst Renate Schneider Roselore Sonntag Karin Boldemann    | Mannschaftsmehrkampf | –             | –             | 367,754       | 6             | 6    |
| Männer                                                                                      |                      |               |               |               |               |      |
| Karlheinz Friedrich                                                                         | Einzelmehrkampf      | –             | –             | 108,00        | 67            | 67   |
| Karlheinz Friedrich                                                                         | Barren               | 18,60         | 31            | ausgeschieden | ausgeschieden | 31   |
| Karlheinz Friedrich                                                                         | Boden                | 18,00         | 69            | ausgeschieden | ausgeschieden | 69   |
| Karlheinz Friedrich                                                                         | Pauschenpferd        | 17,00         | 91            | ausgeschieden | ausgeschieden | 91   |
| Karlheinz Friedrich                                                                         | Reck                 | 18,60         | 31            | ausgeschieden | ausgeschieden | 31   |
| Karlheinz Friedrich                                                                         | Ringe                | 18,35         | 49            | ausgeschieden | ausgeschieden | 49   |
| Karlheinz Friedrich                                                                         | Sprung               | 18,20         | 39            | ausgeschieden | ausgeschieden | 39   |
| Siegfried Fülle                                                                             | Einzelmehrkampf      | –             | –             | 110,60        | 28            | 28   |
| Siegfried Fülle                                                                             | Barren               | 18,35         | 50            | ausgeschieden | ausgeschieden | 50   |
| Siegfried Fülle                                                                             | Boden                | 18,90         | 10            | ausgeschieden | ausgeschieden | 10   |
| Siegfried Fülle                                                                             | Pauschenpferd        | 18,25         | 46            | ausgeschieden | ausgeschieden | 46   |
| Siegfried Fülle                                                                             | Reck                 | 18,35         | 50            | ausgeschieden | ausgeschieden | 50   |
| Siegfried Fülle                                                                             | Ringe                | 18,80         | 21            | ausgeschieden | ausgeschieden | 21   |
| Siegfried Fülle                                                                             | Sprung               | 18,25         | 34            | ausgeschieden | ausgeschieden | 34   |
| Philipp Fürst                                                                               | Einzelmehrkampf      | –             | –             | 106,65        | 76            | 76   |
| Philipp Fürst                                                                               | Barren               | 13,85         | 119           | ausgeschieden | ausgeschieden | 119  |
| Philipp Fürst                                                                               | Boden                | 18,60         | 22            | ausgeschieden | ausgeschieden | 22   |
| Philipp Fürst                                                                               | Pauschenpferd        | 17,90         | 65            | ausgeschieden | ausgeschieden | 65   |
| Philipp Fürst                                                                               | Reck                 | 13,85         | 119           | ausgeschieden | ausgeschieden | 119  |
| Philipp Fürst                                                                               | Ringe                | 18,95         | 16            | ausgeschieden | ausgeschieden | 16   |
| Philipp Fürst                                                                               | Sprung               | 18,20         | 39            | ausgeschieden | ausgeschieden | 39   |
| Erwin Koppe                                                                                 | Einzelmehrkampf      | –             | –             | 109,05        | 50            | 50   |
| Erwin Koppe                                                                                 | Barren               | 18,45         | 42            | ausgeschieden | ausgeschieden | 42   |
| Erwin Koppe                                                                                 | Boden                | 18,30         | 39            | ausgeschieden | ausgeschieden | 39   |
| Erwin Koppe                                                                                 | Pauschenpferd        | 17,15         | 86            | ausgeschieden | ausgeschieden | 86   |
| Erwin Koppe                                                                                 | Reck                 | 18,45         | 42            | ausgeschieden | ausgeschieden | 42   |
| Erwin Koppe                                                                                 | Ringe                | 18,95         | 16            | ausgeschieden | ausgeschieden | 16   |
| Erwin Koppe                                                                                 | Sprung               | 17,65         | 81            | ausgeschieden | ausgeschieden | 81   |
| Günter Lyhs                                                                                 | Einzelmehrkampf      | –             | –             | 110,80        | 26            | 26   |
| Günter Lyhs                                                                                 | Barren               | 18,55         | 33            | ausgeschieden | ausgeschieden | 33   |
| Günter Lyhs                                                                                 | Boden                | 18,55         | 24            | ausgeschieden | ausgeschieden | 24   |
| Günter Lyhs                                                                                 | Pauschenpferd        | 17,90         | 65            | ausgeschieden | ausgeschieden | 65   |
| Günter Lyhs                                                                                 | Reck                 | 18,55         | 33            | ausgeschieden | ausgeschieden | 33   |
| Günter Lyhs                                                                                 | Ringe                | 18,55         | 39            | ausgeschieden | ausgeschieden | 39   |
| Günter Lyhs                                                                                 | Sprung               | 18,40         | 26            | ausgeschieden | ausgeschieden | 26   |
| Günter Nachtigall                                                                           | Einzelmehrkampf      | –             | –             | 108,65        | 59            | 59   |
| Günter Nachtigall                                                                           | Barren               | 17,75         | 81            | ausgeschieden | ausgeschieden | 81   |
| Günter Nachtigall                                                                           | Boden                | 18,30         | 39            | ausgeschieden | ausgeschieden | 39   |
| Günter Nachtigall                                                                           | Pauschenpferd        | 18,35         | 40            | ausgeschieden | ausgeschieden | 40   |
| Günter Nachtigall                                                                           | Reck                 | 17,75         | 81            | ausgeschieden | ausgeschieden | 81   |
| Günter Nachtigall                                                                           | Ringe                | 18,55         | 39            | ausgeschieden | ausgeschieden | 39   |
| Günter Nachtigall                                                                           | Sprung               | 18,30         | 33            | ausgeschieden | ausgeschieden | 33   |
| Erwin Koppe Siegfried Fülle Philipp Fürst Karlheinz Friedrich Günter Nachtigall Günter Lyhs | Mannschaftsmehrkampf | –             | –             | 553,35        | 7             | 7    |

### Wasserball
| Wettbewerb    | Männer |
| ------------- | --- |
| Athleten      | Hans Hoffmeister Hans Schepers Bernd Strasser Achim Schneider Lajos Nagy Dieter Seiz Friedhelm Osselmann Emil Bildstein Jürgen Honig Ludwig Ott Jürgen Fuchs |
| Erste Runde   | Sowjetunion 4:5 (1:4) Brasilien 6:3 (3:1) Argentinien 5:1 (2:0)                                                                                              |
| Zweite Runde  | Italien 0:3 (0:1) Rumänien 3:3 (1:0) |
| Platz 5 bis 8 | Vereinigte Staaten 4:3 (2:1) Niederlande 6:5 (3:2) |
| Finalrunde    | ausgeschieden |
| Platzierung   | 6 |

### Wasserspringen
| Athleten           | Wettbewerb        | Qualifikation | Qualifikation | Viertelfinale | Viertelfinale | Halbfinale | Halbfinale | Finale        | Finale        | Gesamt | Gesamt |
| Athleten           | Wettbewerb        | Punkte        | Rang          | Punkte        | Rang          | Punkte     | Rang       | Punkte        | Rang          | Punkte | Rang   |
| ------------------ | ----------------- | ------------- | ------------- | ------------- | ------------- | ---------- | ---------- | ------------- | ------------- | ------ | ------ |
| Frauen             |                   |               |               |               |               |            |            |               |               |        |        |
| Waltraud Oertel    | 3-m-Kunstspringen | 48,64         | 11            | –             | –             | –          | –          | 35,85         | 13            | 84,49  | 10     |
| Ingrid Krämer      | 3-m-Kunstspringen | 56,23         | 1             | 42,37         | 1             | 98,60      | 1          | 57,21         | 1             | 155,81 | Gold   |
| Ingrid Krämer      | 10-m-Turmspringen | 56,30         | 1             | –             | –             | –          | –          | 34,98         | 2             | 91,28  | Gold   |
| Gabriele Schöpe    | 10-m-Turmspringen | 48,81         | 15            | –             | –             | –          | –          | ausgeschieden | ausgeschieden | 48,81  | 15     |
| Männer             |                   |               |               |               |               |            |            |               |               |        |        |
| Rudi Oertel        | 3-m-Kunstspringen | 51,80         | 15            | 40,10         | 7             | 91,90      | 11         | ausgeschieden | ausgeschieden | 91,90  | 11     |
| Hans-Dieter Pophal | 3-m-Kunstspringen | 55,10         | 4             | 38,81         | 11            | 94,91      | 5          | 39,04         | 8             | 133,95 | 8      |
| Fritz Enskat       | 10-m-Turmspringen | 51,23         | 13            | 41,80         | 6             | 93,03      | 7          | 45,83         | 6             | 138,86 | 7      |
| Rolf Sperling      | 10-m-Turmspringen | 57,25         | 2             | 38,59         | 8             | 96,83      | 4          | 55,00         | 5             | 151,83 | 5      |